# Microcebus arnholdi
El lémur ratón de Arnhold (Microcebus arnholdi) es una especie de lémur del género Microcebus, endémica de Madagascar. Su holotipo fue recogido por primera vez el 27 de noviembre de 2005, y fue descrito por primera vez en 2008. De acuerdo a los estudios, se trata de una especie genéticamente distinta al taxón al que previamente se atribuía, Microcebus sambiranensis.
Es un lémur de talla media, que pesa unos 50 g, con una longitud corporal de 3,2 cm y 12,9 cm de cola. Se encuentra en el bosque nuboso del parque nacional de la Montaña de Ambre y en la Reserva Especial de la Montaña de Ambre, al norte de Madagascar.

## Etimología
El nombre arnholdi fue elegido en honor de Henry Arnhold de Nueva York, cuyos desvelos por ligar el bienestar de las personas de los países en desarrollo con la protección de los puntos calientes de la biodiversidad contribuyó a fundar la Iniciativa "Healty Communities" de Conservation International y el programa "Conservation Stewards".

## Anatomía y fisiología
M. arnholdi pesa aproximadamente 50 g, aunque como otros lémures ratón su peso fluctúa dependiendo de la estación. El holotipo pesaba 71 g, con una longitud corporal de 8,1 cm y una longitud de cola de 12,9 cm.
El pelaje dorsal es de tonos marrón oscuro, rojo y gris, con una banda dorsal media en marrón oscuro en la base de la cola. La cola tiene una pinta de color marrón oscuro. El pelaje ventral es de color blanco crema, con tonos grises. La cabeza es roja, con zonas de color marrón oscuro en el hocico y alrededor de los ojos.

## Distribución
Se encuentra en el bosque nuboso del parque nacional de la Montaña de Ambre y en su reserva especial, al noreste del río Irodo, en la provincia de Antsiranana de Madagascar.
El límite sur de las poblaciones están rodeadas por el territorio de M. tavaratra, formando una barrera significativa entre esta población y el taxón genéticamente relacionado, M. sambiranensis), que se encuentra más al suroeste.